# Arichlidon reyssi
Arichlidon reyssi är en ringmaskart som först beskrevs av Katzmann, Laubier och Ramos 1974.  Arichlidon reyssi ingår i släktet Arichlidon och familjen Chrysopetalidae. Inga underarter finns listade i Catalogue of Life.